# 大将
大将（たいしょう）は、軍隊の階級の一つ。将官に区分され、中将または国によってはフランス海軍のように上級中将の上に位置する。北大西洋条約機構の階級符号ではOF-9に相当する。陸海空軍（国によっては統合軍や（航空）宇宙軍も）でそれぞれ呼称の異なる大将を総称しfour-star rankと呼ぶこともある。

## 概要
英語では、陸軍や空軍（主に各国において陸軍の航空隊より発展独立の経緯があり、更にそこから宇宙軍が派生したり宇宙を含める場合もある）での「大将」を「general」、海軍の「大将」または「提督」を「admiral」と呼称する。また、他の将官の階級と区別するため、「full general」 (フル・ジェネラル)、「full admiral」 (フル・アドミラル)という表現を使う事もある。なお、空軍でイギリス連邦方式 (Commonwealth system)の階級呼称を用いている国では air chief marshal（エア・チーフ・マーシャル）と呼称する。
近代以降の中国では日本軍の影響が強かった満州国軍も含めて大将に相当する階級呼称として上将の名称を用いる。人民解放軍に大将という階級が置かれたことがあるが、同時に上将も置かれており、後述する上級大将に相当するものである。中華民国国軍では、陸海空軍軍官士官服役条例（民国69年（1980年）6月29日修正）により、一級上将（繁体字で「一級上將」）と二級上将（二級上將）とに分けられている。ベトナム軍においても大将の下に上将が置かれているが、フランスの影響下にあったせいか、上将はフランス陸軍、空軍の中将および海軍上級中将に相当し、自国でも英語表記で Senior lieutenant-general や仏語表記で Premier lieutenant général または Lieutenant général spérieur とする場合があり、大将が外国軍の大将相当とされる。
旧ドイツ軍やソビエトモデルの軍などにおいては、「大将」の上に「上級大将」が設けられている。この場合の「上級大将」とは准将を置く国の大将に相当するため、「大将」は准将を置く国の中将に相当する（この関係については上級大将参照）。ただし、陸軍および空軍に関しては、旧ドイツ軍では上級大将の呼称として使用されていた「colonel general」(独: 「Generaloberst」、露: 「генерал-полковник」) はソビエトモデルでは大将の呼称として使用しており、上級大将は「army general」(独: Armeegeneral、露: Генерал армии) と呼称するので注意が必要である。なお、旧ドイツ陸軍および空軍では兵科を冠する所謂兵科大将である。
フランス革命方式採用国家では大将を「軍将軍」と呼称する事が多いが、旧日本陸軍、旧ドイツ国防軍、ソビエトモデルの陸軍や空軍の大将、および台湾陸軍や空軍の二級上将は「軍団将軍」となる。また、イタリア陸軍および空軍では特定の職の軍団将軍を大将位としたり、アルゼンチン陸軍やかつてのチリ陸軍では中将を意味するTeniente Generalを大将の階級呼称とする例もある。
大将という階級の扱い・形態は国によって異なる。(1)ドイツ連邦軍では、最高位の役職であるドイツ連邦軍総監に充てる階級である、(2)日本の自衛隊では、相当する役職と4つ桜の階級章のみで、階級としては存在しない、(3)アメリカ軍やフランス軍のように少将（フランス海軍は中将）を正規階級(regular rank)の最高位としている国では、役職に応じた臨時階級(temporary rank)である、(4)イタリア軍では嘗ての大将-Generale d'armata、およびGenerale d'armata aereaは戦功によって到達できる名誉階級、Ammiraglio d'armataは戦時および動員時限定で到達できる最高位であったが1947年に廃止され、1997に制定された本来大将とすべきGeneraleおよびAmmiraglioは国防参謀総長就任者の名誉階級として元帥待遇であり、後述の大将としている階級は厳密には大将勤務中将である、などの事例がある。

## 日本

### 大日本帝国陸海軍

日本陸軍大将の襟章。

大日本帝国の陸海軍（日本軍）では、1868年6月11日（慶応4年（明治元年）閏4月21日）に軍務官を置いたときに一等海軍将（いっとうかいぐんしょう）や一等陸軍将（いっとうりくぐんしょう）を設けて文武官を分ける始めとした    。
1869年8月15日（明治2年7月8日）に軍務官を廃止して兵部省や海陸軍を置いたときに一等海陸軍将に代わって海軍大将と陸軍大将を設けた     。
廃藩置県の後、明治4年8月の官制等級改定及び兵部省官等改定や明治5年1月の官等改正及び兵部省中官等表改定など数度の変更があり 、明治5年2月の兵部省廃止及び陸軍省・海軍省設置を経て、明治6年5月8日太政官布達第154号 による陸海軍武官官等表改正で軍人の階級呼称として引き続き用いられて陸軍大将の任官の例が現れ、西欧近代軍の階級呼称の序列に当てはめられることとなった。
大日本帝国陸軍および大日本帝国海軍では将官の最上級であり、すなわち軍人の最上級である。親任式を以て任じられる親任官とされ、初叙位階は正四位、勲等は勲二等乃至一等、武功著しい場合は功三級乃至一級の功級に叙せられ金鵄勲章を授与された。役職は参謀総長、軍令部総長、陸海軍大臣、軍司令官や聯合艦隊司令長官などに就任した。なお、最初の大将は西郷隆盛である。

### 自衛隊
自衛隊で、諸外国の「大将」に相当する4つ星の階級章を有する者は、統合幕僚長（2006年以前は統合幕僚会議議長）、陸上幕僚長、海上幕僚長、航空幕僚長（以下「幕僚長たる将」という。）および統合作戦司令官の職にある将であり、4つ桜の階級章により他の将と区別し、英訳は「大将」に相当する「General」ないし「Admiral」が用いられている。ことに統合作戦司令官は自衛隊初の4つ星の指揮官職である。
将の退官規定は60歳だが、統合・陸上・海上・航空の各幕僚長の場合は62歳と規定されている。その退官に際しては皇居へ参内することが慣習となっている。退官後は瑞宝重光章もしくは旭日重光章が授与、死亡時叙位は従三位から正四位に叙される傾向にあったが、2014年以降は統合幕僚会議議長または統合幕僚長就任者には瑞宝大綬章が授与されるようになった。「しんぶん赤旗」の2016年の報道によると、統合幕僚長と陸上幕僚長を認証官とすることが、防衛省において検討されている。
1962年11月までの統合幕僚会議議長は統合幕僚会議議長章を、他の三幕僚長は幕僚長章を左胸に着けるのみで、他の将も含めて桜星3つの階級章であり、旧帝國陸海軍の「大将」に準じるものだった。一方で米国では3つ星は「中将」相当の階級章であり、1962年（昭和37年）12月1日、「自衛隊法施行規則の一部を政正する総理府令」（昭和37年総理府令第67号）の施行により、統合幕僚会議議長および三幕僚長就任者の将4名は、桜星4つの階級章が定められ、同時に幕僚長章は廃止された。ただし、これはあくまで諸外国軍の大将相当者との釣り合いを取るための措置であり、日本の法令上は幕僚長たる将も他の将も同一の階級である。幕僚長の階級章の変更については源田実が海外視察の際に桜星3つでは中将扱いされるため、勝手に4つに増やしたことが報道されて問題になり、対応を求められた航空幕僚監部の担当者が色々調べた結果、海上保安庁長官の階級章が違うことを見つけ、なんとか変更にこぎつけたという逸話がある。

### 海上保安庁
海上保安庁において、4つ星の階級章を有する者は、海上保安庁長官である。また前述のように同職の階級章は自衛隊四幕僚長の階級章の祖となっている。

### 警察（警察庁、警視庁、都道府県警察）
日本の警察において、4つ星の階級章を有する者は、警視庁警視総監である。

## アメリカ合衆国
現在、アメリカ軍の「大将」に相当する4つ星の階級章を有する者は、以下の通りである
- 統合参謀本部構成員

統合参謀本部議長、統合参謀本部副議長、陸軍参謀総長、海軍作戦部長、空軍参謀総長、宇宙軍作戦部長、海兵隊総司令官、州兵総局長
- 各軍の次長

陸軍参謀次長、海軍作戦次長、空軍参謀次長、宇宙軍作戦次長、海兵隊副総司令官
- 沿岸警備隊司令長官、同副司令官
- 統合軍司令官

北方軍、中央軍、アフリカ軍、欧州軍、インド太平洋軍、南方軍、特殊作戦軍、戦略軍、輸送軍、サイバー軍、アメリカ宇宙コマンド司令官
- 在韓米軍司令官
- 各軍主要部隊司令官
  - 陸軍：陸軍総軍司令官、太平洋陸軍司令官、資材司令官
  - 海軍：太平洋艦隊司令官、艦隊総軍（旧大西洋艦隊）司令官
  - 空軍：資材司令官、航空機動軍団司令官、航空戦闘軍団司令官、航空教育・訓練軍団司令官、地球規模攻撃軍団司令官、宇宙軍団司令官、太平洋空軍司令官、欧州空軍司令官
- 国家安全保障局（NSA）長官

- 陸軍：General
- 海軍：Admiral
- 空軍：General
- 海兵隊：General
- 沿岸警備隊：Admiral

## イギリス
- 陸軍：General
- 海軍：Admiral
- 空軍：Air Chief Marshal
- 海兵隊：General

## ドイツ
- 陸軍：General
- 海軍：Admiral
- 空軍：General

## ポルトガル
- 陸軍：General
- 海軍：Almirante
- 空軍：General

## フランス革命方式呼称の国々

### フランス
- 陸軍：Général d'armée
- 海軍：Amiral
- 空軍：Général d'armée aérienne

### イタリア
- 陸軍：Generale di corpo d'armata con incarichi speciali[注釈 17]
- 海軍：Ammiraglio di squadra con incarichi speciali
- 空軍：Generale di squadra aerea con incarichi speciali

### ブラジル
- 陸軍：General-de-Exército
- 海軍：Almirante-de-Esquadra[注釈 18]
- 空軍：Tenente-Brigadeiro-do-Ar

## 階級章

### 陸軍階級章

アメリカ陸軍大将 (General)
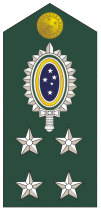
ブラジル陸軍大将 (General-de-Exército)
フランス陸軍大将 (Général d'armée)
陸上自衛隊 幕僚長たる将（甲）階級章
陸上自衛隊 幕僚長たる将（乙）階級章
中華民國陸軍大將

### 海軍階級章

アメリカ海軍大将 (Admiral)
イギリス海軍大将 (Admiral)
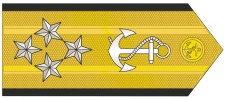
ブラジル海軍大将 (Almirante-de-Esquadra)
フランス海軍大将 (Amiral)
海上自衛隊 幕僚長たる将（甲）階級章
海上自衛隊 幕僚長たる将（丙）階級章
中華民國海軍大將
中華民国海軍陸戦隊大將

### 空軍階級章

アメリカ空軍大将
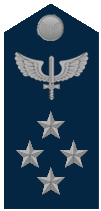
ブラジル空軍大将 (Tenente-Brigadeiro-do-Ar)
フランス空軍大将 (Général d'armée aérienne)
航空自衛隊 幕僚長たる将（甲）階級章
航空自衛隊 幕僚長たる将（乙）階級章
中華民國空軍大將

### 海軍大将階級旗

イギリス海軍大将旗
インド海軍大将旗
日本海軍の大将旗
フランス海軍大将旗
中華民國海軍大將旗
中華民国海軍陸戦隊大將旗